# Erich Schanko
Erich Schanko (Dortmund, 4 ottobre 1919 – Kamen, 14 novembre 2005) è stato un calciatore tedesco, di ruolo attaccante.